# Vikramabahu I
Vikramabahu I fou rei de Ruhunu (vers 1100-1111) i rei de Polonnaruwa del 1111 al 1132. Era l'únic fill mascle de Vijayabahu I.
Fou nomenat pel seu pare com a rei supeditat de Ruhunu vers 1100.
A la mort de Vijayabahu I, amb el suport de la seva germana Mitta (i els tres fills d'aquesta) i altres caps, Jaya Bahu (germà petit del difunt) fou proclamat rei. En violació de l'antiga costum va nomenar al seu propi fill gran Manabharana com a sub-rei. Vikramabahu, que era rei a Ruhunu, va saber la notícia quan els conspiradors ja tenien el poder, havien confiscat tots els bens del rei difunt i amb els seus vehicles, elefants, etc. els tres fills de Mitta es dirigien cap al sud amb un exèrcit. Vikrama es va preparar per la guerra i en sis successives batalles va derrotar les forces del rei Jaya Bahu i es va presentar a la capital del regne a la que va entrar i es va proclamar rei. Jaya Bahu va fugir al sud.
Manabharana i els seus dos germans mentre, havien aconseguit imposar el seu domini a Ruhunu i Maya Rata i es van repartir aquestes terres entre els tres: Manabharana es va quedar amb Maya Rata amb seu a Punkhagaraa; Kirti Sirimegha es va quedar el districte de Giruwapattu amb capital a Mahanagakula; i Siri Vallabha la regió d'Atthasahassa (korales d'Attakalan i Kolonna). Jaya Bahu es va quedar residint amb Kirti Sirimegha.
Els tres germans van preparar una invasió del nord per apoderar-se de Pihiti Rata. Vikramabahu va avançar amb les seves forces contra ells per Maya Rata i va derrotar l'exèrcit conjunt dels tres a Bodhisena-pabbata; els tres germans es van refugiar al korales de Pasdun (Panca-yojana). Vikramabahu en el seu camí cap allí va rebre informació a Kelaniya de la invasió de l'illa per un exèrcit indi dirigit per l'experimentat cap Viradeva de Palandipa, que havia desembarcat a Mantotta; llavors va abandonar el sud als seus cosins i es va dirigir contra els invasors als que va enfrontar a prop de Mantotta; en la batalla van morir el comandant en cap singalès (Kirti), dos fills del rei i nombrosos nobles, i Vikramabahu es va haver de retirar a Polonnaruwa, on amb els seus tresors es va refugiar a una fortalesa rodejada per un pantà prop d'Antaravitthika, on tenia abundants provisions. El indis van entrar a Polonnaruwa sense oposició i es van apoderar de la resta de la zona en pocs dies, marxant aleshores contra el rei, però van patir una seriosa derrota i van fugir ràpidament, quedant Vikramabahu amo indiscutible de Pihiti Rata, mentre els seus cosins mantenien el sud.
L'administració al sud no era bona; els tres germans no protegien la religió, cobraven impostos i taxes abusives. A Polonnaruwa, Vikramabahu no tenia el suport de la jerarquia religiosa que ja havia conspirat per fer-lo fora. Els monjos van abandonar la ciutat cap al sud i es van emportar la relíquia de la Dent de Buda i el bol d'almoines. Segons els Mahavansa la guerra fou constant entre els diversos reis i es van produir moltes destruccions; els habitants de Samantakuta (la regió a l'entorn del Pic d'Adam) i altres llocs, van refusar tot pagament de taxes i no reconeixien cap autoritat reial.
Jaya Bahu i la seva germana Mitta van morir uns anys més tard; residien a Giruwapattu. Ratanavali, germana de Vikramabahu i esposa de Manabharana (fill de Jaya Bahu i un dels tres germans amos del sud) va donar a llum a un fill anomenat Parakramabahu que segons una profecia dels bramans havia de créixer fins a esdevenir un guerrer capaç de conquerir l'Índia. Manabharana va morir uns anys després del naixement del seu fill i el va succeir com a sobirà de Maya Rata el seu germà Kirti Sinmegha que va deixar els seus districtes de Ruhunu al seu germà Siri Vallabha d'Atthasahassa. La princesa Ratanavali va residir (amb les seues dues filles i el fill Parakramabahu) a Ruhunu amb Siri Vallabha.
Vikramabahu va morir després de 21 anys de regnat a Pihiti Rata i el va succeir el seu fill Gaja Bahu II.